# Iquique (provincie)
Iquique is een provincie van Chili in de regio Tarapacá en telde 299.843 inwoners in 2017 en heeft een oppervlakte van 2835 km². Hoofdstad is Iquique. In 2007 werd de provincie Tamarugal afgesplitst van Iquique.

## Gemeenten
De provincie Iquique is verdeeld in twee gemeenten:
- Alto Hospicio
- Iquique